# Абрикосовое
Абрикосовое (укр. Абрикосове) — село, относится к Белгород-Днестровскому району Одесской области Украины.
Население по переписи 2001 года составляло 238 человек. Почтовый индекс — 67744. Телефонный код — 4849. Занимает площадь 0,35 км².

## Местный совет
67700, Одесская обл., Белгород-Днестровский р-н, с. Салганы, ул. Шабская, 41